# Angola zászlaja
Angola zászlaja Angola egyik nemzeti jelképe. A zászló a nemzeti felszabadítási hadsereg, az MPLA zászlóján alapul.

Az MPLA zászlaja

A vörös szín a függetlenségért vívott küzdelemben kiontott vérre utal, illetve a szocializmust jelképezi, a fekete pedig Afrika színe. A fogaskerék és a machete a munkások és a parasztok jelképe. A csillag a nemzetközi szolidaritás és a haladás szimbóluma. A sárga szín az ország gazdagságára utal.
A zászlót 1975. november 11-én vonták fel.

## Javasolt zászló

javasolt zászló

2003-ban egy javaslattal állt elő az ellenzék. Egy új zászlót szerettek volna csinálni, mert a nemzeti zászló nem a nemzetet, hanem az MPLA-t képviselte. Ezért készítettek egy semleges zászlót.